# Chudobinec císařovny Alžběty v Chomutově

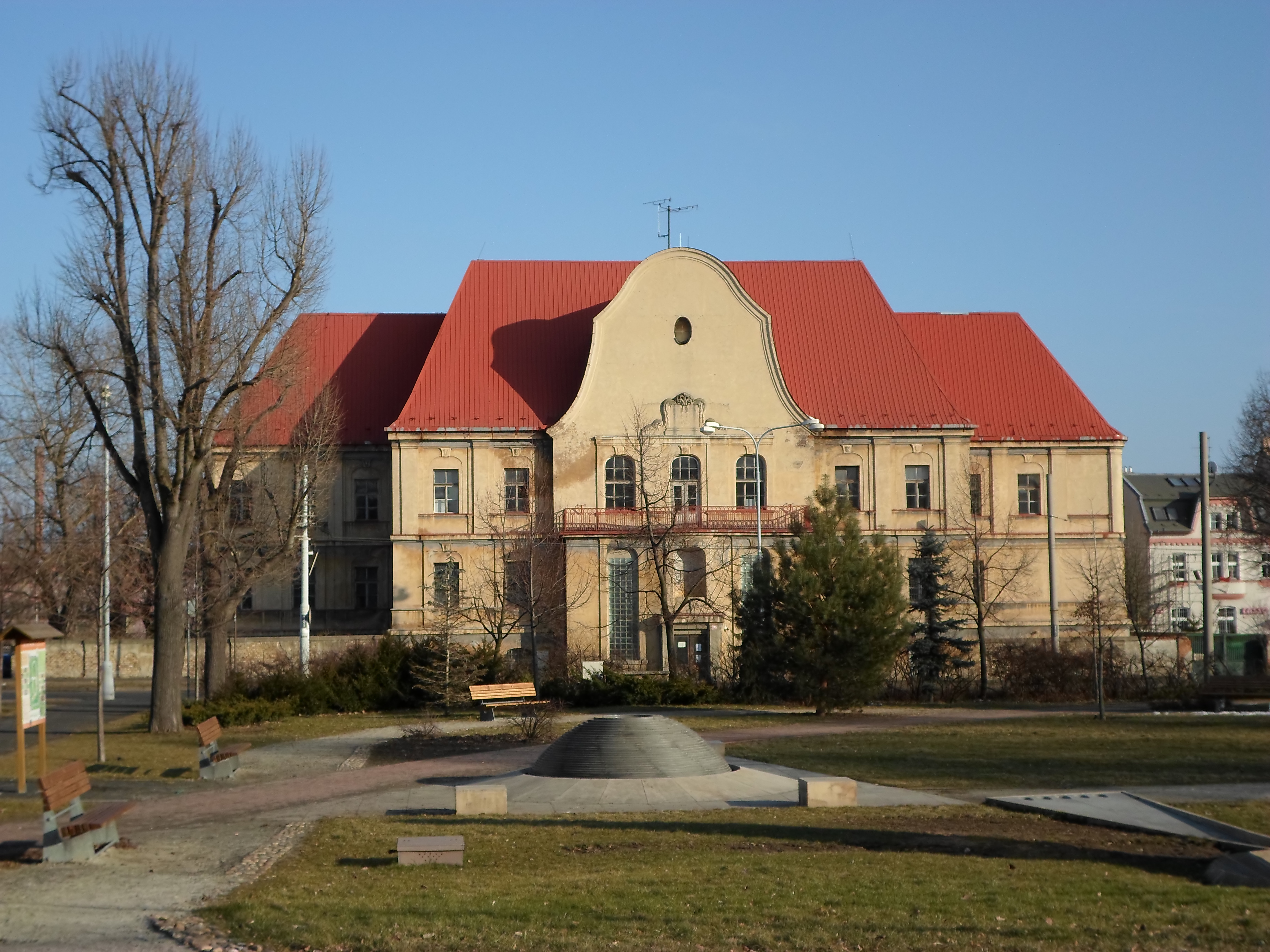
Okresní chudobinec císařovny Alžběty, Chomutov

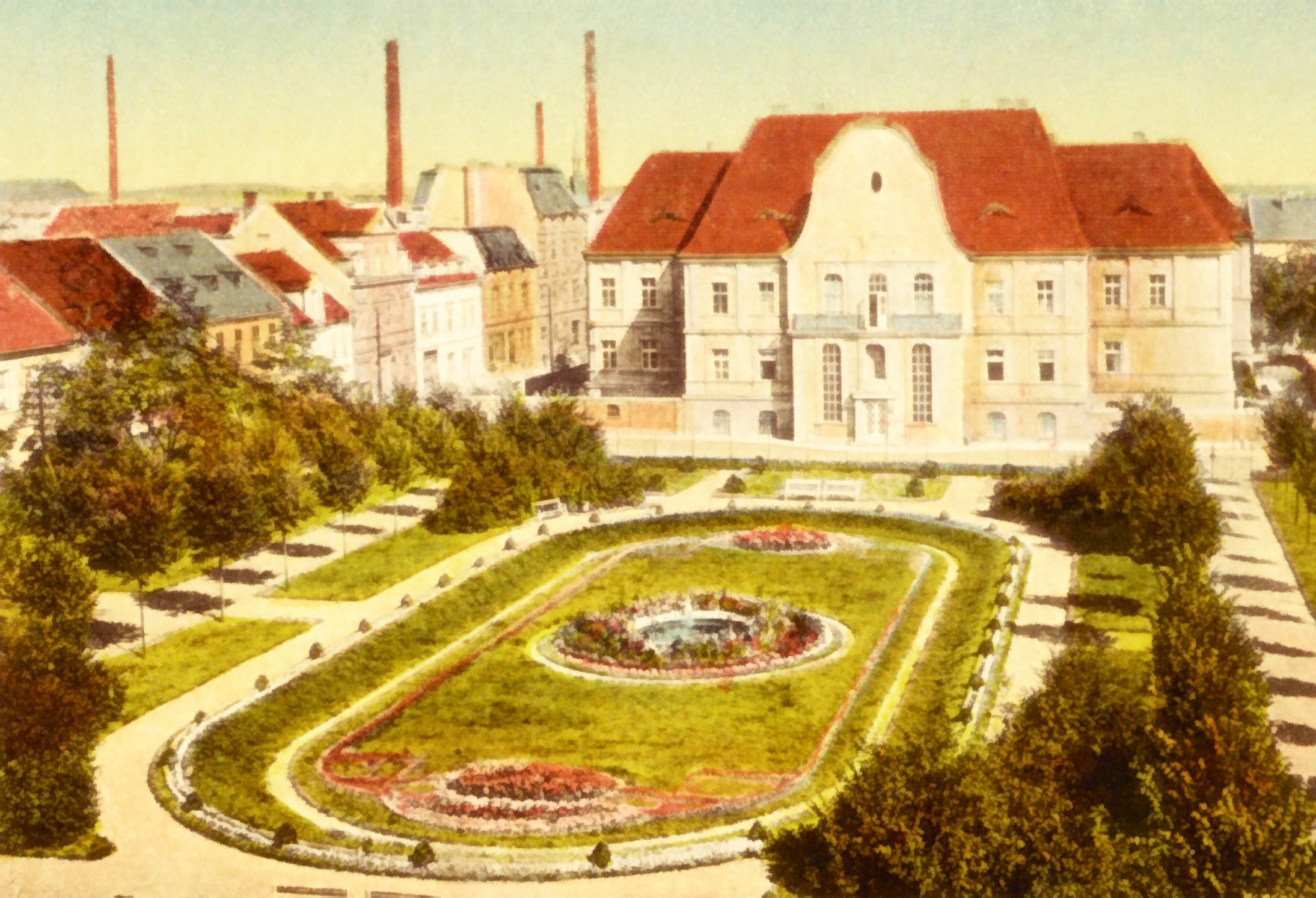
Budova na staré pohlednici

Chudobinec císařovny Alžběty (Elisabethhaus) v Chomutově byl postaven v letech 1911–1913. Pojmenován byl na počest rakouské císařovny a české královny Alžběty Bavorské (1837–1898), která byla za svého života patronkou mnoha dobročinných organizací.

## Historie
Budova byla vystavěna na místě staré, již nevyhovující nemocnice z roku 1855, která byla stržena roku 1909. Architektem nové budovy byl Němec Josef Zasche, který v Čechách v první třetině 20. století projektoval množství obytných, veřejných i církevních staveb. Finanční prostředky na stavbu chomutovského chudobince poskytla tehdejší městská spořitelna. Po dostavění budova nabízela více než 100 lůžek pro nemajetné obyvatele města, kteří se zde léčili. Současně se stavbou chudobince byly v nedalekém parku Theodora Körnera provedeny geometrické zahradní úpravy.
Park však s postupným rozšiřováním nedalekých válcoven začal pustnout. K jeho obnově došlo až na počátku třetího tisíciletí, kdy zde zároveň vznikla malá botanická zahrada s rostlinami typickými pro oblast Krušnohoří. Chudobinec později ukončil svou funkci, a z budovy se stalo v roce 1956 sídlo první chomutovské polikliniky, v níž byly soustředěny ordinace obvodních a odborných lékařů, rentgen, laboratoř a další zdravotnické služby. Po vystavění nové moderní polikliniky v Edisonově ulici v objektu několik let sídlila Policie České republiky, jejím potřebám však léta nerekonstruovaný objekt nevyhovoval a v roce 2009 se policisté přesunuli do jiné budovy v ulici T. G. Masaryka. Poté byla budova bez využití a od roku 2014 se využívá jako ubytovna.

## Stavební podoba
Bývalý chudobinec je cihlovou budovou klasické konstrukce. Jeho půdorys je ve tvaru hranatého písmene „U“, obě křídla jsou dvoutrakt (chodba a místnosti) a hlavní část budovy je třítrakt (středová chodba). Vstup do objektu je řešen velkou vstupní halou. Budova je dvoupodlažní se suterénem a jsou v ní 3 základní schodiště. Střecha je sedlová, v současnosti krytá plechem.